# Cerapachys antennatus
Cerapachys antennatus é uma espécie de formiga do gênero Cerapachys.